# Chris Johns
Chris Johns (travanj 1971.),  bivši fotograf National Geographica. 
Htio je postati veterinar, ali je uz znanosti o životinjama upisao i studij novinarske fotografije. Profesionalnu karijeru fotografa počeo je u Topeka Capital-Journalu. Proputavao je cijeli svijet,a najviše mu se svidjela Afrika. Danas živi u Virginiji.

## Vanjske poveznice
- http://www.nationalgeographic.com/photography/biographies/johns.html  Arhivirana inačica izvorne stranice od 14. kolovoza 2006. (Wayback Machine)